# Mihail al II-lea Asan
Mihail al II-lea Asan (n. 1238 – d. 1256) a fost împărat al Țaratului Vlaho-Bulgar din 1246 până în 1256. El a fost fiul lui Ioan Asan al II-lea și al Irinei Comnena Ducaina. I-a succedat la tron fratelui său vitreg Căliman I Asan. Cât timp a fost minor, statul a fost condus de către cumnatul său Mițo Asan, ca regent.

## Viața timpurie
Mihail al II-lea Asan a fost fiul lui Ioan Asan al II-lea și al Irinei Comnena Ducaina . S-a născut cel mai probabil în anul 1239 . Tatăl său a murit în prima jumătate a anului 1241 fiind urmat la tron de fiul său Caliman Asan I care avea doar șapte ani . Caliman a murit în mod neașteptat (posibil otrăvit) în august sau septembrie 1246 .

## Domnie

### Pierderi teritoriale
Mihail avea șapte sau opt ani când a luat tronul . Mito Asan a condus țara pe timpul cât Mihail era minor .
Ioan al III-lea Ducas al Imperiului de la Niceea a invadat imediat țaratul după moartea lui Caliman I . În campania sa a capturat Serres și Melnik . Apoi a invadat valea râului Vardar și a ocupat toate cetățile din regiune . Mihail al II-lea Comnenos Ducas al Epirusului a invadat și el Țaratul Vlaho-Bulgar ocupând Macedonia de vest . Țaratul Vlaho-Bulgar a recunoscut cucerirea lui Ioan al III-lea Ducas printr-un tratat de pace la sfârșitul anului 1246 sau începutul anului 1247 . Tratatul le-a permis să îl sprijine pe Ioan al III-lea Ducas împotriva Imperiului Latin .

### Noi războaie
Bela al IV-lea al Ungariei acordă Banatul de Severin Ordinului Ospitalierilor, planul lui Bela fiind ca acesta să-i ofere sprijin militar împotriva Țaratului Vlaho-Bulgar. În ciuda relațiilor tensionate dintre Ungaria și Vlaho-Bulgaria, trupele vlaho-bulgare l-au ajutat pe împăratul Ioan al III-lea Ducas Vatatzes să invadeze teritoriile tracice ale Imperiului Latin în august 1247.
Mihail a încheiat o alianță cu Republica Ragusa împotriva regelui Serbiei Ștefan Uroš I în 1254. Mihail a lansat o campanie împotriva Serbiei ajungând până la Bijelo Polje. Un atac din partea Ungariei l-a forțat pe Mihail să se întoarcă din Serbia. Împăratul din Niceea a murit pe 4 noiembrie 1254 și, profitând de situație, Mihail a pătruns în Macedonia și a recuperat teritoriile pierdute în 1246 sau 1247. Mihail a fost sprijinit în invazie chiar de locuitorii acelor pământuri care erau de origine bulgară și doreau să se întoarcă la patria mamă. Mihail s-a căsătorit cu nepoata regelui Bela, Anna de Macso, a cărei tată era Rostislav Mihailovici.

### Ultimii ani
Fiul și succesorul lui Ioan al III-lea Ducas, Teodor al II-lea Laskaris  a lansat un contraatac la începutul anului 1255. Mihail nu va putea rezista invaziei, iar trupele de la Niceea vor capturează Stara Zagora. Doar vremea aspră l-au împiedicat pe Teodor al II-lea să continue invazia. Trupele de la Niceea și-au continuat în primăvară invazia cucerind multe cetăți din Munții Rodopi. Mihail a intrat pe teritoriul imperiului de la Niceea în primăvara anului 1256, jefuind Tracia. Imperiul cere pace, consecințele acestor victorii aveau să fie dezastruoase, chiar dacă Mihail câștigase acest din urmă război el avea să piardă pacea influențat de socrul său Rostislav Mikhailovich care era la acea vreme banul Belgradului. Niceenii au reușit să impună în anul 1256 la masa tratativelor ca teritoriile celor două state să rămână cele de dinainte de război. Tratatul de pace îi ofensase pe mulți boieri care au plănuit să îl înlocuiască pe Mihail cu vărul său Caliman al II-lea. Caliman al II-lea și aliații săi l-au atacat pe Mihail, acesta va mai trăi un timp dar va muri din cauza rănilor provocate. Mama defunctului a fost obligată să se retragă la o mănăstire apoi a fost exilată în același an petrecându-și restul vieții pe moșiile familiei din Salonic.

## Legături externe
- Lista detaliată a monarhilor bulgari Arhivat în 16 octombrie 2015, la Wayback Machine.